# Constituição Havaiana de 1864

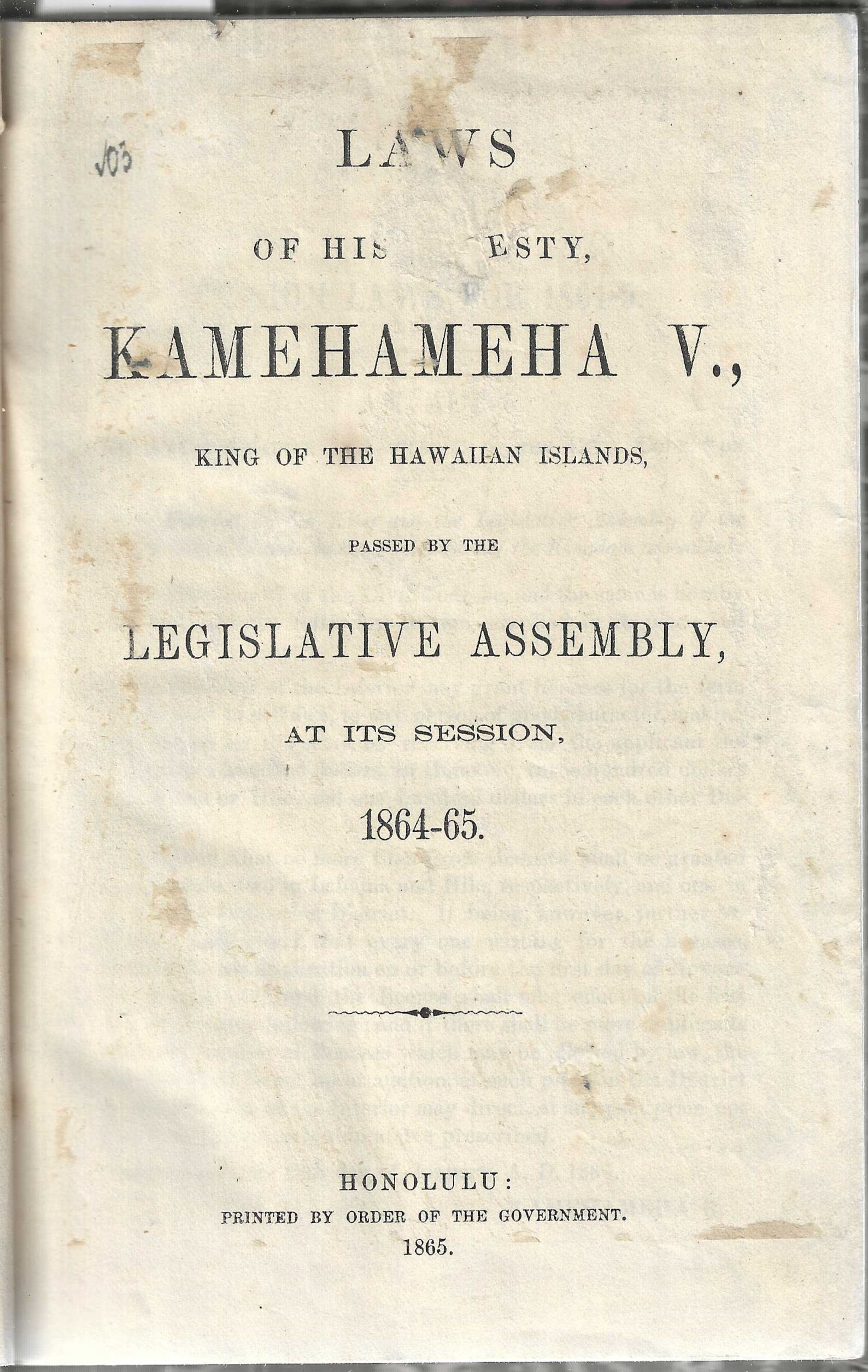
Original da Constituição Havaiana de 1864.

A Constituição Havaiana de 1864, oficialmente “Constituição do Reino Havaiano”, foi a terceira constituição do Reino do Havaí. O documento revogou a Constituição Havaiana de 1852, promulgada pelo rei Kamehameha III, e mudou drasticamente a forma como o governo do Havaí funcionava, aumentando o poder do rei e mudando a forma do parlamento. Foi a constituição do Havaí até 1887, sendo substituída pela Constituição Havaiana de 1887, também conhecida como Constituição da Baioneta.

## Contexto

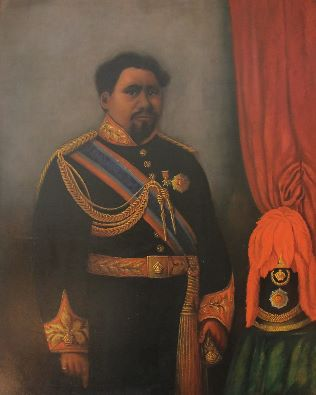
Rei Kamehameha V do Havaí.

Kamehameha V ascendeu ao trono em 1863. Ele acreditava que o rei deveria ser a pessoa que controlava firmemente o governo do Havaí e era contra certos aspectos liberais da Constituição de 1852. Assim, quando ele ascendeu ao trono, recusou-se a prestar juramento à Constituição vigente. Em vez disso, ele apelou a uma convenção constitucional. Os membros da convenção, entretanto, não conseguiram chegar a um acordo sobre a nova constituição de Kamehameha V. O rei, então, rapidamente ficou impaciente, dissolveu a convenção e, trabalhando com seus conselheiros, redigiu sua própria constituição.
Em 20 de agosto de 1864, ele simplesmente revogou a Constituição de 1852. Embora as ações de Kamehameha V não tenham seguido as disposições estabelecidas pela antiga Constituição sobre alterações e emendas, não houve resistência durante 23 anos.

## Princípios

Bandeira do Reino do Havaí.

A Constituição Havaiana de 1864 trouxe diversas mudanças ao governo do Havaí. Entre essas mudanças estavam:
- Abolição do cargo de Kuhina Nui (primeiro-ministro), cargo que Kamehameha I criou após sua morte.
- Mudança da legislatura do Havaí de uma legislatura bicameral para uma legislatura unicameral: antes de 1864, havia duas casas separadas na legislatura, a Câmara dos Nobres e a Câmara dos Representantes. Depois de 1864, os Nobres e os Representantes reuniram-se como um único órgão, conhecido como Assembleia Legislativa.
- Requisitos de propriedade para representantes foram estabelecidos.
- Novos requisitos de votação: os eleitores nascidos depois de 1840 tiveram que passar por um teste de alfabetização e atender a certos requisitos de propriedade (no entanto, as qualificações de propriedade para eleitores e representantes foram revogadas pelo Legislativo em 1874).